# معاملة المثليين في زيمبابوي
يواجه الأشخاص من المثليين والمثليات ومزدوجي التوجه الجنسي والمتحولين جنسياً (اختصاراً: LGBT) في زيمبابوي تحديات قانونية واجتماعية لا يواجهها غيرهم من المغايرين جنسيا. يعد النشاط الجنسي المثلي بين الذكور وبين الإناث غير قانوني في زيمبابوي، ويعرف في القانون الجنائي بأنه إما الاتصال الجنسي الشرجي أو أي «عمل غير لائق» بين البالغين الذين يوافقون على ذلك. ينطبق القانون أيضًا على العلاقات المغايرة، ولكن ليس على مثليات الجنس. ويواجه الأشخاص من مجتمع المثليين وصمة عار بين السكان. كما أن المنازل التي يعيش فيها الشركاء المثليون غير مؤهلة للحصول على نفس الحماية القانونية المتاحة للأزواج المغايرين، مع وجود عدة تقارير تتحدث عن مستوى عالي من التمييز والانتهاكات ضد مجتمع المثليين. منذ عام 1995، نفذت حكومة زيمبابوي حملات ضد حقوق المثليين.
تقف زيمبابوي في تناقض حاد مع جنوب أفريقيا، فضلا عن بوتسوانا وموزمبيق التي سنت مؤخرا قواتين لحماية مجتمع المثليين. يحظر دستور زيمبابوي زواج المثليين، ولا يتمتع الأشخاص من مجتمع المثليين بالحماية القانونية من التمييز والعنف والتحرش. يتم تهميش أفراد مجتمع المثليين بشكل كبير في المجالين القانوني والاجتماعي. نتيجة لذلك، يختار الكثيرون أخفاء توجههم الجنيدسي أو الانتحار أو الانتقال إلى جنوب أفريقيا. ومع ذلك، فمنذ إقالة روبرت موغابي قسراً من الرئاسة في نوفمبر 2017، أعرب نشطاء المثليين عن أملهم في احترام حقوقهم الإنسانية.
وفقًا لاستطلاع عام 2018، تعرض 50% من الرجال المثليين في زيمبابوي للاعتداء الجسدي وتم طرد 64% منهم من قبل عائلاتهم. أفاد 27% من مثليات الجنس أيضا أنهم تم طردهم من قبل عائلاتهم.
اعتُبرت المثلية الجنسية والعلاقات الجنسية المثلية وارتداء الملابس المغايرة أمرًا شائعًا في زيمبابوي قبل الاستعمار وثبل سياسات الحكومة المعادية للبيض بعد الاستقلال، والتي بدورها نشرت الاعتقاد الخاطئ بأن المثلية الجنسية ليس أفريقية إنما غربية. وقد تم توثيق النشاط الجنسي المثلي بين شعب سان، وخويخوئيون، وشعب نديبيلي وشعب شونا.

## تاريخ المثلية الجنسية في زيمبابوي
كان شعب سان، الذي عاش في جنوب أفريقيا منذ آلاف السنين معروفا بالانخراط في النشاط الجنسي المثلي. إحدى لوحات سان الحجرية الشهيرة، والتي تقع بالقرب من غوروف، تصور ثلاثة رجال يشاركون علاقات جنسية. تشير التقديرات إلى أن الرسم يرجع إلى حوالي 8.000 قبل الميلاد، على الرغم من أن بعض التقديرات تشير إلى أن اللوحة يبلغ عمرها حوالي 2.000 عام. في القرن 18، كان شعب خويخوئيون يعترف ب«كويتسيري» (koetsire)، وهو مصطلح يشير إلى الرجل الذي يكون الطرف السالب في العلاقة الجنسية مع رجل آخر، و«سوريغيس» ("soregus")، والذي يشير إلى ممارسة العادة السرية المثلية عادة بين الأصدقاء. كما توجد آثار تتحدث الجماع الشرجي والعلاقات الجنسية المثلية بين النساء، على الرغم من قلة ذلك. في هذه المجتمعات، لم يُنظر إلى المثلية الجنسية على أنها نقيضة للمغايرة الجنسية. في الواقع، كانت هناك حرية واسعة بين الاثنين، وممارسة النشاط الجنسي مع كل من الرجال والنساء. كانت شعوب البانتو معروفة أيضا بأنها تشارك في النشاط الجنسي المثلي. قبل المعركة، كان رجال نديبيلي يمارسون الجنس مع بعضهم البعض، وعادةً ما يكون في شكل مفاخذة. غالبًا ما يصبح الرجال المتأنثون في مجتمع نديبيلي معالجين وقادة روحيين.
وفقًا لمارك إيبريخت، نمت المثلية الجنسية بين الرجال الأفارقة خلال الحقبة الاستعمارية. على الرغم من أنه كان مثيرا للجدل، يرتب من المثلية الجنسية بدأت تظهر في بعض المدن ومعسكرات العمل في وقت مبكر من عام 1907. كان بعض الشباب (المسمين «نغوتشانا» "ngotshana" في لغة شونا، المعروف أيضا باسم الولد-الزوجة باللغة العربية باللغة العربية "Boy-Wife" باللغة الإنجليزية) الذين يرتدون عادة ملابس النساء، ويقومون بالأعمال المرتبطة بالمرأة، مثل الطبخ وجلب الماء والحطب، ويقومون بالمفاخذة مع أزواجهن الأكبر سناً. بالإضافة إلى ذلك، لم يُسمح لهم بتربية اللحى أو القيام بالعادة السرية. عند بلوغ سن الرشد، يتم إلغاء العلاقة، ويمكن للولد-الزوجة أخذ «نغوتشانا» "ngotshana" بدوره إذا أراد ذلك.
يشار إلى حالات الزواج هذه في بعض الأحيان باسم «زواج المناجم» لأنها كانت شائعة بين عمال المناجم. يقدر إيبريخت أن حوالي 70% إلى 80% من عمال المناجم زيمبابوي كانوا في زواج المناجم «نغوتشانا» "ngotshana". شملت العلاقات الجنسية المثلية الأخرى بين الذكور خلال فترات الاستعمار المبكر شؤون الحب والبغاء والاغتصاب والوحشية الجنسية. صرح مارك إيبريخت أن العديد من الزيمبابويين يعتقدون أن المثلية الجنسية غير أفريقية، بسبب مرض أدخله المستوطنون البيض من أوروبا. وجدت مراجعة إيبريخت ل250 قضية في المحاكم من 1892 إلى 1923 حالات من بداية السجلات. في جميع الخمس الحالات لعام 1892 من الأفارقة السود. كان الدفاع المقدم أن «السدومية» كان جزءًا من «العرف» المحلي. في إحدى الحالات، تم استدعاء زعيم للإدلاء بشهادته حول العقوبات العرفية وذكر أن العقوبة كانت غرامة من بقرة واحدة، وهي أقل من عقوبة الخيانة الزوجية. على مدار الفترة بأكملها، وجد إيبريخت أن توازن المدعى عليهم بالأبيض والأسود يتناسب مع عدد السكان. إلا أنه أشار إلى ما لفت انتباه المحاكم إلى أن معظم العلاقات التي يتم الاتفاق عليها على انفراد لم تثر إشعارًا بالضرورة. تم رفع بعض الحالات من قبل شركاء تم التخلي عنهم أو الذين لم يتلقوا تعويضات وعدوا به من قبل شركائهم الجنسيين السابقين. على الرغم من أن المعيار كان بالنسبة للرجل الأصغر سنا أن يكذب ولا يظهر أي متعة، أو توقع حدوث أي تبادل جنسي، وجد إيبريخت حالة توقف فيها رجلان من السود عن علاقتهما الجنسية خوفًا من الحمل، ولكن أراد أحدهما استئناف العلاقة والتناوب في جماع بعضهما البعض.
في كتابه في القرن التاسع عشر عن منطقة جنوب غرب زيمبابوي الحالية، أكد ديفيد ليفينغستون أن احتكار النساء من قبل كبار السن هو المسؤول بشكل أساسي عن «الفجور» الذي يمارسه الرجال الأصغر سناً. ذكر إدوين و. سميث وأ. موراي ديل رجلاً يتحدث بلغة إيلا عن رجل يرتدي زي امرأة، ويقوم بعمل المرأة، ويعيش وينام بين النساء، ولكن ليس معهن. وقد سمى شعب إيلا هؤلاء الأفراد «موامي» ("mwaami")، التي تُرجمت باسم «النبي». كما ذكروا أن حب الغلمان لم يكن نادرا، «لكنه اعتبر خطيرا بسبب خطر إصابة الصبي بالحمل».

## قانونية النشاط الجنسي المثلي
تشمل محظورات القانون العام السدومية، الذي يعرف بأنه «العلاقات الجنسية غير القانونية والمتعمدة بين رجلين» بالإضافة إلى الجرائم غير الطبيعية، والتي تُعرّف بأنها ارتكاب فعل غير قانوني ومتعمد لفعل جنسي غير طبيعي من قبل شخص مع شخص آخر. المادة 11 من قانون الرقابة والتسلية، الذي ينص على أنه لا يجوز لأي شخص استيراد أو طباعة أو نشر أو توزيع أو الاحتفاظ للبيع أي منشور غير مرغوب فيه (يُعرف بأنه «غير لائق أو فاحش أو مسيء أو ضار بالأخلاق العامة أو من المرجح أن يكون مخالفا للصحة العامة») تم استخدامه لمضايقة مجتمع المثليين والناشطين.
في عام 1996، تم إلقاء القبض على الرئيس السابق كنعان بانانا بناءً على اتهامات وجهت إليه خلال محاكمة القتل التي قام بها حارسه الشخصي السابق، جفتا دوبي، وأدين بإحدى عشرة تهمة تتعلق بالسدومية ومحاولة السدومية والاعتداء غير اللائق في عام 1998. وحُكم عليه بالسجن لمدة 10 سنوات، الطرد من الكنيسة، وقضى 6 أشهر في سجن مفتوح.
تجرم القوانين التي صدرت في عام 2006 أي تصرفات تعتبر مثلية جنسية. جعلت حكومة زيمبابوي من مسك الأيدي بين شخصين من نفس الجنس أو عناق أو قبلة. كان قانون «الانحراف الجنسي» واحدًا من 15 قانون إضافي إلى القانون الجنائي في زيمبابوي تم إقرارها في البرلمان. تعتبر الأقسام التي تتضمن المثليين والمثليات جزءًا من إصلاح قوانين السدومية في البلاد. قبل ذلك، كانت القوانين المناهضة للسدومية تقتصر على النشاط الجنسي المثلي، وينص القانون المعدل الآن على أن السدومية هو «أي فعل ينطوي على اتصال بين رجلين يعتبره شخص معقول عملاً غير لائق».

## الاعتراف القانوني بالعلاقات المثلية
لا تعترف زمبابوي بزواج المثليين أو الاتحادات المدنية. في عام 2013، تم تعديل دستور زيمبابوي لتعريف الزواج بأنه بين رجل وامرأة.
في مايو 2019، وافق مجلس الوزراء على تعديلات لقانون الزواج في زيمبابوي، والتي تحظر زواج الأطفال وزواج المثليين على حد سواء، للتناسب مع الدستور.

## السياسة

### إدارة موغابي

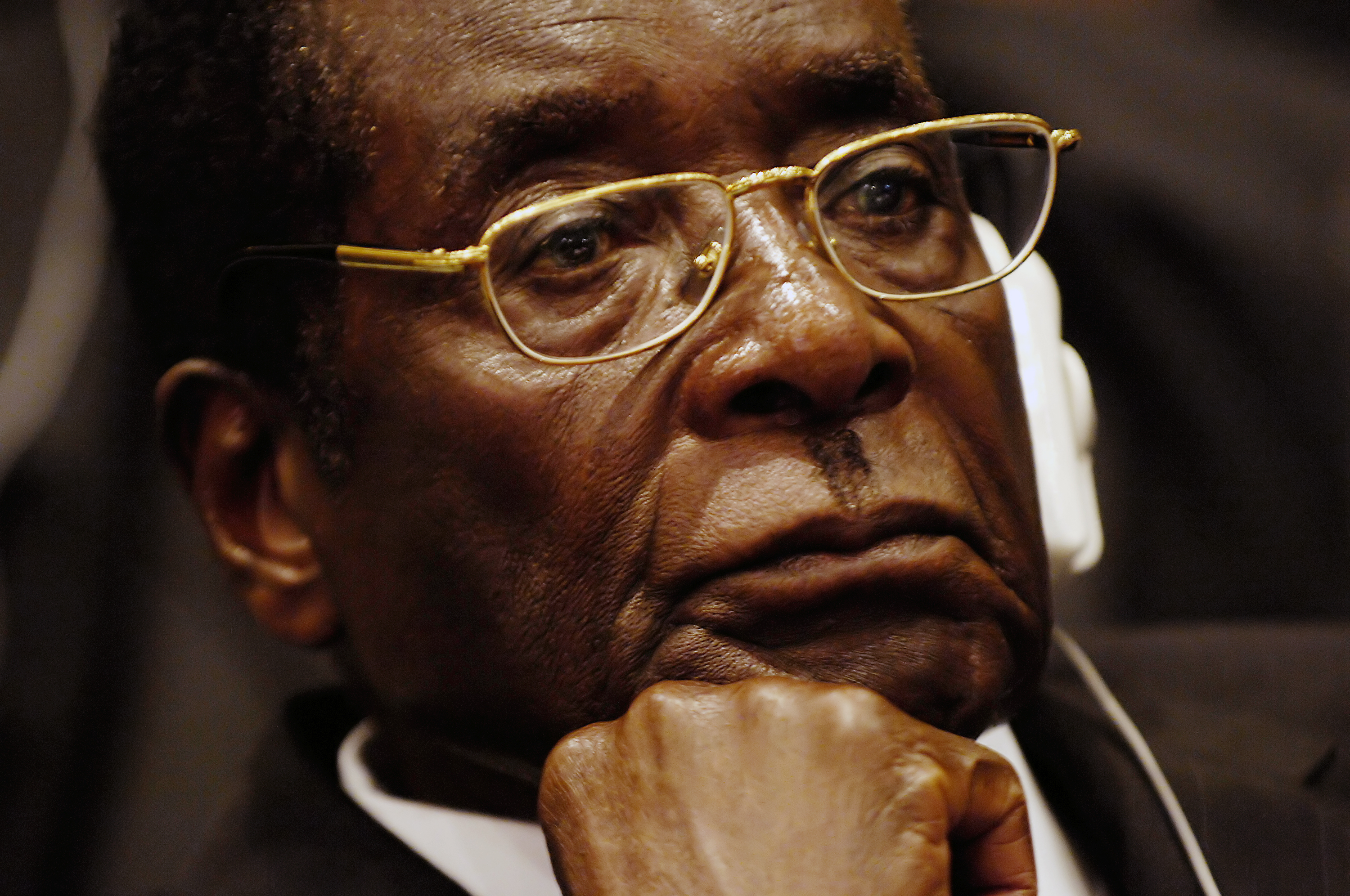
روبرت موغابي في قمة الاتحاد الأفريقي في عام 2008

قام رئيس زيمبابوي روبرت موغابي، من عام 1987 إلى عام 2017، بالقيام بمحاربة مجتمع المثليين وتحدث علنا ضد المثلية الجنسية.
تلقى موغابي انتقادات في جميع أنحاء العالم لتعليقاته التي أدلى بها في 1 أغسطس 1995 بعد أن صادف كشكًا أقامته منظمة المثليين والمثليات في زيمبابوي في المعرض الدولي السنوي للكتاب في هراري، الذي تأسس في عام 1990 لتسهيل التواصل داخل مجتمع المثليين والتي لم تتلق الكثير من الاهتمام من الحكومة مسبقا.
تعليقات موغابي بعد رؤية الكشك في معرض الكتاب كانت:
| معاملة المثليين في زيمبابوي | "أجد أنه من الغضب والاشمئزاز الشديد لضميري الإنساني أن مثل هذه المنظمات غير الأخلاقية والمثيرة للاشمئزاز، مثل منظمات المثليين، الذين ينتهكون قانون الطبيعة والمعايير الثقافية التي يتبناها مجتمعنا، ينبغي أن يكون لها أي دعاة في وسطنا وفي أي مكان آخر في العالم." | معاملة المثليين في زيمبابوي |

بعد أسبوعين، أثناء الاحتفالات السنوية باستقلال زيمبابوي، أعلن موغابي:
| معاملة المثليين في زيمبابوي | "إنه يحط من كرامة الإنسان. إنه أمر غير طبيعي، وليس هناك من أي وقت مضى السماح لهؤلاء الناس بالتصرف أسوأ من الكلاب والخنازير. إذا كانت الكلاب والخنازير لا تفعل ذلك، لماذا يجب أن البشر؟ لدينا ثقافة، ويجب علينا أز نعيد تكريس أنفسنا لقيمنا التقليدية التي تجعلنا بشرًا ... ما يريدون اقناعنا بقبوله هو سلوك الحيوان ولن نسمح به أبدًا هنا، إذا رأيت أشخاصًا يتجولون على أنهم مثليات ومثلييون، فقم باعتقالهم وتسليمهم إلى الشرطة!" | معاملة المثليين في زيمبابوي |

منذ ذلك الحين، زاد الرئيس موغابي من القمع السياسي للمثليين بموجب قوانين السدومية في زيمبابوي. وألقى موغابي باللوم على المثليين في العديد من مشاكل زيمبابوي وينظر إلى المثلية الجنسية على أنه «ثقافة غير أفريقية» وغير أخلاقية جلبها المستعمرون ولم يمارسها سوى «عدد قليل من البيض» في بلاده. خلال احتفالات عيد ميلاده ال82، طلب موغابي من مؤيديه «ترك البيض للقيام بذلك». أصدر موغابي تعليماته إلى الصحفيين، ومعظمهم يعملون في المؤسسات المملوكة للدولة، للإبلاغ بشكل سلبي عن علاقات المثليين. يعتقد بعض النقاد أن موغابي كان يستخدم المثليين ككبش فداء لصرف الانتباه عن مشاكل زيمبابوي الاقتصادية.
كانت منظمة المثليين والمثليات في زيمبابوي هدفًا للتسلل من قِبل جواسيس الحكومة ومحاولات الابتزاز من قبل كل من الغرباء والمعارف. تعرض المثليون جنسياً للرشاوى والاحتجاز والقتل والضرب وأحياناً للاغتصاب على أيدي السلطات. قيل أن منظمة الاستخبارات المركزية الزيمبابوية قامت بضرب واعتقال المثليين جنسيا.
في عام 1999، حاول نشطاء حقوق المثليين البريطانيين، بقيادة بيتر تاتشل، القيام باعتقال مواطنين لموغابي بسبب جريمة التعذيب. في عام 2001، حاول تاتشل مرة أخرى اعتقال الرئيس في بروكسل، لكنه تعرض للضرب الشديد على يد حراس أمن موغابي.
قارن موغابي المثليين والمثليات بأنه «أسوأ من الخنازير والكلاب». في عام 2015، وقف أمام الجمعية العامة للأمم المتحدة وأعلن «نحن [الزمبابويين] لسنا مثليين». تم طرد موغابي من الرئاسى في نوفمبر 2017.

### إدارة منانغاغوا
بعد إقالة روبرت موغابي قسراً من الرئاسة في نوفمبر 2017، تم إعلان إمرسون منانغاغوا رئيسًا لزيمبابوي. هناك أمل في أن يقلب منانغاغوا اضطهاد زيمبابوي المستمر منذ عقود للأشخاص المثليين، بقيادة الرئيس السابق روبرت موغابي.
في يناير 2018، تحدث منانغاغوا عن مسألة حقوق المثليين للمرة الأولى، قائلاً: «هؤلاء الأشخاص الذين يريدونه [زواج المثليين] هم الأشخاص الذين يتعين عليهم التصويت من أجل ذلك، لكن ليس من واجبي القيام بحملات من أجل هذا». في يونيو/حزيران، التقى الاتحاد الوطني الإفريقي بزيمبابوي - الجبهة الوطنية، الحزب السياسي الحاكم، مع نشطاء المثليين لمناقشة حالة حقوق المثليين في زيمبابوي و «تحسين حياة المثليين من خلال الحكم المحلي». وقال تشيستر سامبا، مدير منظمة المثليين والمثليات في زيمبابوي: «كاجتماع أولي، كان رائعًا أن استجابوا بشكل إيجابي ومدهش إلى حد ما لأن هذا يمثل خروجًا عن القيادة السابقة التي لم تتعامل معنا. إن الاستعداد للمشاركة هو بالفعل تحول مهم.»
في يوليو/تموز، اعتمدت وزارة الصحة أدلة تدريب جديدة ليستخدمها المهنيون الصحيون عند التعامل مع المثليين والعاملين في مجال الجنس. قراءة الكتيبات: «البرنامج هو تثقيف وتزويد مقدمي الرعاية الصحية في زيمبابوي بالمعرفة والمهارات لتمكينهم من تقديم الخدمات الصحية التي تدعم وتلبية كافية لاحتياجات الرعاية الصحية الفريدة للعاملين في مجال الجنس، والرجال الذين يمارسون الجنس مع الرجال، الأشخاص المتحولين جنسيا والأشخاص ذوي الجندر المختلف الذين يتعاطون المخدرات أو يتعاطونها عن طريق الحقن. حقيقة أن ممارسة الجنس وتعاطي المخدرات وبعض الأفعال الجنسية قد تعتبر غير قانونية في زيمبابوي يمكن أن يخلق مجموعة متنوعة من المواقف التي تؤثر سلبًا على أفراد السكان الرئيسيين أكثر من عامة السكان. هذا يقوض الوقاية من فيروس نقص المناعة البشرية للأمة بأكملها من خلال التأثير على وصول هؤلاء الأفراد إلى الرعاية الصحية». وفي الشهر نفسه، أعلن أن خمسة مراكز صحية جديدة ستفتح في هراري، بولاوايو، غويرو، موتاري وكويكوى لتلبية الاحتياجات الصحية للرجال المثليين ومزدوجي التوجه الجنسي.
رحب نشطاء المثليين بانتخابات يوليو، الذين وصفوها ب«الفوز التاريخي»: «لقد شهدنا انخفاضًا في خطاب الكراهية ضد مجتمع المثليين وتقليص تسييس أفراد المثليين كأدوات للحملة الانتخابية».

### محاولة اللجوء لعام 2002
في عام 1998، فر ويليام كيموموي، وهو رجل مثلي الجنس يواجه تهم السدومية، من زيمبابوي إلى كينيا. في عام 2002، وصل إلى الولايات المتحدة لطلب اللجوء، وهو ما رفضه قاضي الهجرة. في عام 2005، أيدت محكمة الاستئناف الأمريكية للدائرة الثامنة في ولاية ميسوري قرار قاضي الهجرة. اعتقدت أغلبية من قاضيين أن تجارب كيميموي في زيمبابوي كانت نتيجة أفعاله، وليس توجهه الجنسي.

### الزعماء الدينيين
كان أسقف هراري الانغليكاني، بيتر هاتندي، معارضًا قويًا لحقوق المثليين، بينما كان زعيما للكنيسة في الثمانينيات والتسعينيات من القرن الماضي، بحجة أن المثلية الجنسية خطيئة ولا يمكن قبول المثليين جنسياً في الكنيسة.
خلفه نولبيرت كونونغا بصفة أسقف، والذي اتهم رئيس أساقفة كانتربيري روان وليامز ب«البدعة»، وأشار إلى أنه «سيأتي للضغط من أجل المثلية الجنسية».

### فيروس نقص المناعة البشرية/الإيدز
ينتشر فيروس نقص المناعة البشرية/الإيدز بين سكان زيمبابوي، ولا يستطيع الكثيرون شراء الأدوية المضادة للفيروسات. في الوقت الحاضر، تعد منظمة المثليين والمثليات في زيمبابوي واحدة من مجموعات الضغط القليلة في زيمبابوي التي لديها خطة علاجية نشطة للإيدز. تعتزم الجمعية أن يأخذ جميع أعضائها المسجلين اختبار فيروس نقص المناعة البشرية. كما توزع ملصقات تحذر الناس من الطرق التي يكون فيها المثليون عرضة للإيدز.

### جماعات النشاط والدعوة

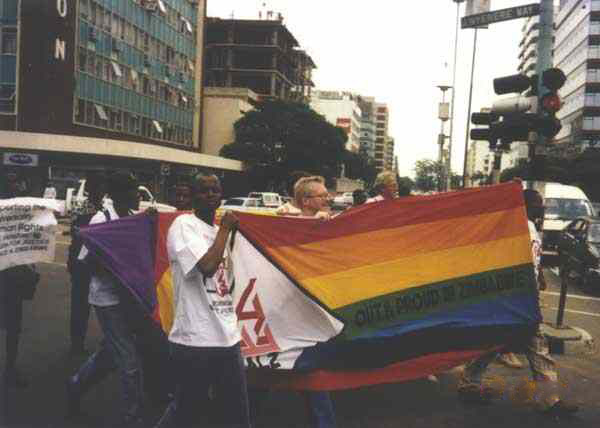
أفراد من منظمة المثليين والمثليات في زيمبابوي يسيرون في هراري في عام 1998

منظمة المثليين والمثليات في زيمبابوي هي مجموعة بارزة لحقوق المثليين تشكلت في عام 1990. بعد استقلال زيمبابوي في 18 أبريل 1980، كان هناك مشهد مثلي مزدهر في المناطق الحضرية. اعتقد الكثيرون أنه ينبغي إنشاء مجموعة ذات أهداف أكثر جدية لمجتمع المثليين، وبدأت الاجتماعات في أواخر الثمانينيات، مع تأسيس منظمة المثليين والمثليات في زيمبابوي رسميًا في سبتمبر 1990. أحد الأهداف الرئيسية لمنظمة المثليين والمثليات في زيمبابوي هو مساعدة الناس مع فيروس نقص المناعة البشرية/الإيدز. في البداية تم فصل منظمة المثليين والمثليات في زيمبابوي عن قضية مجتمع فيروس نقص المناعة البشرية/الإيدز في زيمبابوي، أصبحت منظمة المثليين والمثليات في زيمبابوي الآن واحدة من أكبر المؤيدين لحقوق الأشخاص المصابين وصحتهم.

## ملخص
| قانونية النشاط الجنسي المثلي                                                                  | (غير قانوني للرجال، العقوبة: السجن لمدة تصل إلى 14 سنة؛ قانوني للنساء) |
| المساواة في السن القانوني للنشاط الجنسي                                                       | No                                                                     |
| قوانين مكافحة التمييز في التوظيف                                                              | No                                                                     |
| قوانين مكافحة التمييز في توفير السلع والخدمات                                                 | No                                                                     |
| قوانين مكافحة التمييز في جميع المجالات الأخرى (تتضمن التمييز غير المباشر، خطاب الكراهية)      | No                                                                     |
| قوانين مكافحة أشكال التمييز المعنية بالهوية الجندرية                                          | No                                                                     |
| زواج المثليين                                                                                 | (حظر دستوري منذ عام 2013)                                              |
| الاعتراف القانوني بالعلاقات المثلية                                                           | No                                                                     |
| تبني أحد الشريكين للطفل البيولوجي للشريك الآخر                                                | No                                                                     |
| التبني المشترك للأزواج المثليين                                                               | No                                                                     |
| يسمح للمثليين والمثليات ومزدوجي التوجه الجنسي والمتحولين جنسيا بالخدمة علناً في القوات المسلحة | No                                                                     |
| الحق بتغيير الجنس القانوني                                                                    | No                                                                     |
| علاج التحويل محظور على القاصرين                                                               | No                                                                     |
| الحصول على أطفال أنابيب للمثليات                                                              | No                                                                     |
| الأمومة التلقائية للطفل بعد الولادة                                                           | No                                                                     |
| تأجير الأرحام التجاري للأزواج المثليين من الذكور                                              | (غير قانوني للأزواج المغايرين كذلك)                                    |
| السماح للرجال الذين مارسوا الجنس الشرجي التبرع بالدم                                          | No                                                                     |